# Isack Hadjar

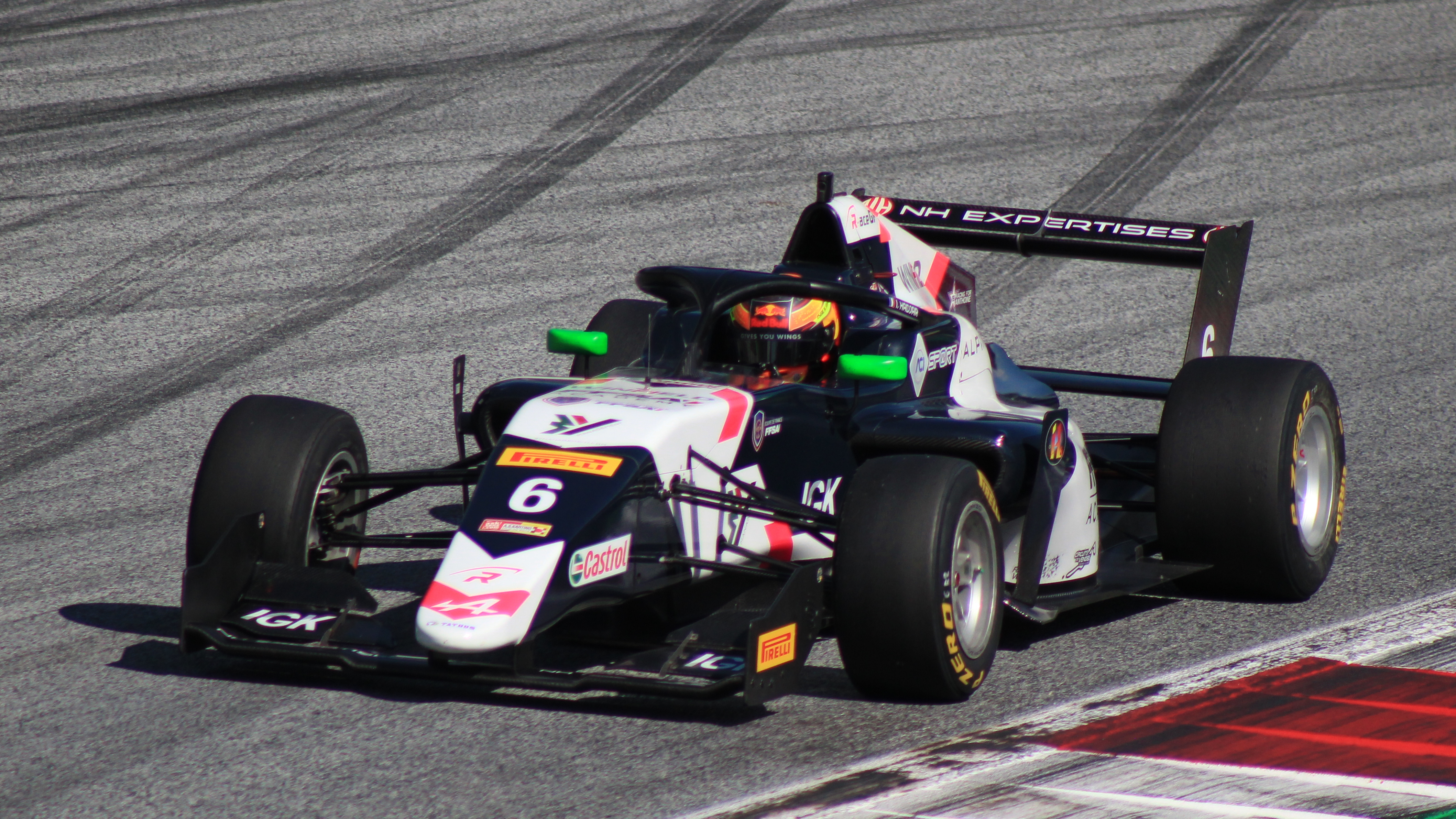
Isack Hadjar in het Formula Regional European Championship op de Red Bull Ring in 2021

Isack Alexandre Hadjar (إسحاق حجار) (Parijs, 28 september 2004) is een Frans-Algerijns autocoureur. Vanaf 2022 maakt hij deel uit van het Red Bull Junior Team, het opleidingsprogramma van het Formule 1-team van Red Bull Racing. In 2025 maakt hij zijn Formule 1-racedebuut bij Racing Bulls, het zusterteam van Red Bull Racing.

## Carrière

### Karting
Hadjar begon zijn autosportcarrière in het karting in 2015. In zijn eerste twee jaren kwam hij vooral uit in nationale kampioenschappen, waarin tweede plaatsen in de Cadet-klasse van zowel de Coupe de France als de Challenge Rotax Max France in 2016 zijn beste resultaten waren. In 2018, zijn laatste jaar in de karts, kwam hij uit in de WSK Super Master Series en het wereld- en Europees kartkampioenschap.

### Formule 4
In 2019 debuteerde Hadjar in het formuleracing, waarin hij deelnam aan het Franse Formule 4-kampioenschap. Hij won zijn eerste race op het Circuit Spa-Francorchamps en stond daarnaast ook op het Circuit de Lédenon op het podium. Met 118 punten werd hij zevende in de eindstand.
In 2020 begon Hadjar het seizoen in het Verenigde Arabische Emiraten Formule 4-kampioenschap, waarin hij in twee van de vijf raceweekenden voor 3Y Technology reed. Zijn beste resultaat was een vierde plaats op het Dubai Autodrome en hij werd met 56 punten elfde in het klassement. Aansluitend keerde hij terug naar de Franse Formule 4. Tegen het eind van het seizoen behaalde hij drie overwinningen op het Circuit Paul Ricard en in de rest van het jaar stond hij nog acht keer op het podium. Met 233 punten werd hij achter Ayumu Iwasa en Ren Sato derde in het kampioenschap.

### Formule 3
In 2021 begon Hadjar het jaar wederom in Azië, maar ditmaal in het Aziatische Formule 3-kampioenschap, waar hij tijdens de eerste drie raceweekenden uitkwam voor Evans GP. In deze periode behaalde hij vijf podiumplaatsen, waardoor hij zesde werd in de eindstand met 95 punten. Vervolgens maakte hij de overstap naar het Formula Regional European Championship, waarin hij voor R-ace GP het gehele seizoen reed. Hij won twee races op het Circuit de Monaco en het Autodromo Nazionale Monza en stond in vier andere races op het podium. Met 166 punten werd hij vijfde in het klassement.
In 2022 begon Hadjar het jaar opnieuw in de Aziatische Formule 3, waarvan de naam werd gewijzigd in het Formula Regional Asian Championship, voor het team Hitech Grand Prix. Tevens werd hij opgenomen in het Red Bull Junior Team, het opleidingsprogramma van het Formule 1-team Red Bull Racing. Hij won twee races op het Dubai Autodrome en het Yas Marina Circuit en stond in drie andere races op het podium. Met 134 punten werd hij achter Arthur Leclerc en Josep María Martí derde in het kampioenschap. Ook debuteerde hij dat jaar in het FIA Formule 3-kampioenschap, eveneens voor Hitech. Hij won de seizoensopener op het Bahrain International Circuit en won ook op Silverstone en de Red Bull Ring. Met twee andere podiumfinishes en 123 punten werd hij achter Victor Martins, Zane Maloney en Oliver Bearman vierde in de eindstand.

### Formule 2
In 2023 stapte Hadjar over naar de Formule 2, waarin hij zijn samenwerking met Hitech voortzette. Hij kende een moeilijk seizoen, waarin hij enkel op de Red Bull Ring op het podium eindigde. Hij won weliswaar de sprintrace op het Circuit Zandvoort, maar hier werden geen punten voor uitgereikt omdat de race vanwege een ongeluk en daaropvolgende zware regenval al in de openingsronde werd gestaakt en niet werd hervat. Met 55 punten werd hij veertiende in het klassement.
In 2024 bleef Hadjar actief in de Formule 2, maar stapte hij over naar het team Campos Racing. Hij won vier races op het Albert Park Street Circuit, het Autodromo Internazionale Enzo e Dino Ferrari, Silverstone en Spa-Francorchamps. Hij verloor de winst bij een tweede race op Albert Park vanwege een tijdstraf, die hij had gekregen voor het veroorzaken van een ongeluk met zijn teamgenoot Josep María Martí en uiteindelijke titelrivaal Gabriel Bortoleto. Ook op het Circuit de Monaco leek hij te winnen, maar vanwege een safetycarfase aan het eind van de race werd hij tweede achter Zak O'Sullivan, die zijn verplichte pitstop nog niet had ingelost. In totaal stond hij acht keer op het podium. Hij stond lange tijd bovenaan in de tussenstand, maar zakte geleidelijk tot achter Bortoleto. Voorafgaand aan de laatste race op Yas Marina stond hij 4,5 punten achter zijn rivaal. In deze race sloeg bij de start zijn auto af, waardoor hij geen kans meer op de titel had. Uiteindelijk werd hij met 192 punten tweede in de eindstand.

### Formule 1
Op 27 oktober 2023 maakte Hadjar zijn debuut in de Formule 1 bij de GP van Mexico-Stad tijdens de eerste vrije training, hij reed in plaats van Yuki Tsunoda voor AlphaTauri. In 2024 kwam hij bij de Grand Prix van Groot-Brittannië en de Grand Prix van Abu Dhabi in actie voor Red Bull Racing-Honda RBPT.
Op 20 december 2024 werd bekendgemaakt dat Hadjar in 2025 voor het team van Racing Bulls gaat rijden. Dit wordt zijn debuutseizoen in de Formule 1.

## Formule 1-carrière

### Team
| Jaar/Jaren | Team         |
| ---------- | ------------ |
| 2025       | Racing Bulls |

### Statistiek
Onderstaande tabel is bijgewerkt tot en met de  Grand Prix van Hongarije 2025.
|                           | 2025 * | Totaal         |
| ------------------------- | ------ | -------------- |
| Aantal ingeschreven races | 13     | 13 (12 starts) |
| Aantal zeges              | 0      | 0              |
| Aantal pole-positions     | 0      | 0              |
| Aantal snelste rondes     | 0      | 0              |
| Aantal podiumplaatsen     | 0      | 0              |
| Aantal WK-punten          | 22     | 22             |
| Eindstand WK              | 11     |                |

* Seizoen loopt nog.

### Formule 1-resultaten
| Kleur  | Resultaat                       |
| ------ | ------------------------------- |
| Goud   | Winnaar                         |
| Zilver | Tweede plaats                   |
| Brons  | Derde plaats                    |
| Groen  | Gefinisht (punten behaald)      |
| Blauw  | Gefinisht (geen punten behaald) |
| Blauw  | Niet geklasseerd (NC)           |
| Paars  | Uitgevallen (DNF)               |
| Rood   | Niet gekwalificeerd (DNQ)       |

| Kleur   | Resultaat                              |
| ------- | -------------------------------------- |
| Zwart   | Gediskwalificeerd (DSQ)                |
| Wit     | Niet gestart (DNS)                     |
| Blanco  | Gewond (INJ)                           |
| Blanco  | Uitgesloten (EX)                       |
| Blanco  | Teruggetrokken (WD) / Niet deelgenomen |
| 1, 2, 3 | Sprint positie (punten behaald)        |
| P       | Poleposition                           |
| S       | Snelste ronde                          |

| Jaar  | Inschrijving           | Chassis               | Motor          | 1       | 2      | 3     | 4      | 5      | 6      | 7     | 8     | 9     | 10     | 11     | 12      | 13      | 14     | 15    | 16    | 17    | 18    | 19     | 20    | 21    | 22     | 23    | 24     | Pos | Punten |
| ----- | ---------------------- | --------------------- | -------------- | ------- | ------ | ----- | ------ | ------ | ------ | ----- | ----- | ----- | ------ | ------ | ------- | ------- | ------ | ----- | ----- | ----- | ----- | ------ | ----- | ----- | ------ | ----- | ------ | --- | ------ |
| 2023  | AlphaTauri             | AlphaTauri AT04       | Honda RBPTH001 | BHR 0   | SAR 0  | AUS 0 | AZE 0  | MIA 0  | MON 0  | SPA 0 | CAN 0 | OOS 0 | GBR 0  | HON 0  | BEL 0   | NED 0   | ITA 0  | SIN 0 | JPN 0 | QAT 0 | VST 0 | MXS TC | SAP 0 | LSV 0 |        |       |        | –   | –      |
| 2023  | Oracle Red Bull Racing | Red Bull RB19         | Honda RBPTH001 |         |        |       |        |        |        |       |       |       |        |        |         |         |        |       |       |       |       |        |       |       | ABU TC |       |        | –   | –      |
| 2024  | Oracle Red Bull Racing | Red Bull RB20         | Honda RBPTH002 | BHR 0   | SAR 0  | AUS 0 | JPN 0  | CHN 0  | MIA 0  | EMI 0 | MON 0 | CAN 0 | SPA 0  | OOS 0  | GBR TC  | HON 0   | BEL 0  | NED 0 | ITA 0 | AZE 0 | SIN 0 | VST 0  | MXS 0 | SAP 0 | LSV 0  | QAT 0 | ABU TC | –   | –      |
| 2025* | Racing Bulls           | Racing Bulls VCARB 02 | Honda RBPTH003 | AUS DNS | CHN 11 | JPN 8 | BHR 13 | SAR 10 | MIA 11 | EMI 9 | MON 6 | SPA 7 | CAN 16 | OOS 12 | GBR DNF | BEL 820 | HON 11 | NED 0 | ITA 0 | AZE 0 | SIN 0 | VST 0  | MXS 0 | SAP 0 | LSV 0  | QAT 0 | ABU 0  | 11* | 22*    |

- * Seizoen loopt nog.